# Живео Мексико!
Живио Мексико! (руски:Да здравствует Мексико!) је филмски пројекат који је 1930. године започео руски авангардни редитељ 
Сергеј Ајзенштајн (1898–1948) по уговору са социјалистичким аутором Аптоном Синклером и другим присталицама у Сједињеним Државама. Био би то епизодни приказ мексичке културе и политике од цивилизације прије освајања до мексичке револуције. Производња је била оптерећена потешкоћама и на крају је напуштена. Џеј Лејда и Зина Војнов то називају Ајзентејновим највећим филмским планом и његовом највећом личном трагедијом.
Ајзенштајн је дошао у Сједињене Државе да ради на филму за Парамоунт Пицтурес, али, након што су разни пројекти које су предложили Чарлс Чаплин и руководиоци Парамоунта пропали, Парамоунт га је ослободио уговора. Ајзенштајн би након тога био приморан да се врати у СССР, али Аптон Синклер и мала група финансијера које су регрутовали он и његова супруга Мери Крејг Кимбро Синклер интервенисали су у Ајзенштајново име, позивајући га да за њих сними филм који је сам смислио. Под легалном корпорацијом коју су ови инвеститори основали, Мексичким филмским фондом, Ајзенштајн је са њима склопио уговор да сними филм о Мексику и отишао из Сједињених Држава у ту земљу. Уговор са Ајзенштајном захтевао је кратки, аполитичан играни филм о Мексику или који укључује Мексико, по сценарију који ће осмислити и снимити Ајзенштајн и његова два сународника, Григори Александров и Едуард Тисе. Друге одредбе уговора, који је Ајзенштајн потписао 24. новембра 1930. године, укључивале су да ће филм бити завршен (укључујући сав постпродукцијски рад) до априла 1931. године и да неће показати или имплицирати ништа што би се могло протумачити као увредљиво или критично према посту — Револуција у Мексику (услов који је наметнула мексичка влада прије него што би дозволила три Совјета да уђу у њихову земљу). Снимљени материјал је такође требало да буде предмет цензуре од стране мексичке владе, прво након што је снимљен и штампан, касније 1931. године током снимања преко цензора на лицу места. Брат Мери Синклер, Хантер Кимбро, пратио је три руска филмска ствараоца у Мексико како би представљао Труст током снимања.

## Процес
Ајзенштајн је снимио негдје између 175.000 и 250.000 линеарних стопа филма (30 до 50 сати) прије него што је Мексички филмски фонд прекинуо производњу, јер је Труст остао без новца и стрпљења због Ајзенштајнове неспремности/неспособности да заврши филм експедитивно, а Ајзенштајн је добио наређења за његов „најбржи повратак“ у СССР из Сојузкина, из којег је био одсутан од 1929. године. Иако је првобитна намјера била да Ајзенштајн крене из Мексика у Калифорнију и монтира филм који је снимио, није му било дозвољено да поново уђе Сједињених Држава од стране Одељења за имиграцију, нити касније није могао да се постигне било какав споразум између Труста са Сојузкином који би дозволио да се снимак пошаље у СССР да га он тамо доврши.
Преко Синклера, Мексички филмски фонд је покушао да изазове интересовање великог америчког концерна за филмове да заврши филм. Након мјесеци неуспјеха да пронађе било кога заинтересованог за имовину, Труст је коначно склопио уговор са независним продуцентом-дистрибутером Солом Лесером да продуцира два кратка филма и кратку тему извучену из снимка, Гром над Мексиком, Ајзенштајн у Мексику и Дан смрти; сви су пуштени 1934. године. Касније су други, уз дозволу Труста, покушали са различитим верзијама, као што је Време на сунцу (1939) Мари Сетон. Наслов ¡Куе вива Мекицо!, који је првобитно предложио Ајзенштајн у преписци са Аптоном Синклером током последњих месеци снимања, први пут је коришћен за верзију коју је направио Григори Александров, коју су заједно уређивали Александров и Есфир Тоба и објављен 1979. године, отприлике деценију након што је снимак послао у СССР од стране Музеја модерне умјетности у замјену за неколико совјетских филмова из филмске архиве Госфилмофонда. Филм је награђен почасном златном наградом на 11. Московском међународном филмском фестивалу 1979. године. Живио Мексико од 85 минута издао је 2001. године Кино Видео. Олег Ковалов је 1998. године, објавио своју бесплатну верзију „Мексичка фантазија“, а друга је била предложена током првих година 21. века.

## Азејнштајн и Мексико
Почетком 20. вијека многи интелектуалци и умјетници повезани са европском авангардом били су фасцинирани Латинском Америком уопште, а посебно Мексиком. За француског умјетника и вођу надреалистичког покрета Андре Бретона, на примјер, Мексико је био скоро инкарнација надреализма. 
Азејнштајнова фасцинација овом земљом датира најмање из 1921. године, када је са двадесет двије године „његова умјетничка каријера започела мексичком темом“ док је постављао позоришну верзију приче Џека Лондона Мексиканац у Москви.
Филмски научник Инга Каретникова описује ову продукцију као класичан пример авангардне естетике, вјежбу у форми, а не у документарном реализму; али "индиректно", тврди она, "он је поново створио мексичку атмосферу". Изнад свега, он је у мексичкој револуцији видио примјер „ревносног идеализма“ који је такође био „близак Ајзенштајну, баш као што је био и читавој генерацији совјетске авангарде раних 1920-их“.
Неколико година касније, 1927. године, Ајзенштајн је имао прилику да упозна мексичког муралисту Дијега Риверу, који је био у посјети Москви на прослави десете годишњице руске револуције. Ривера је гледао Ајзенштајнов филм Бојни брод Потемкин, и похвалио га упоређујући га са својим радом као сликара у служби мексичке револуције. Такође је „опсесивно говорио о мексичком умјетничком насљеђу“, описујући чуда умјетности и архитектуре древних Астека и Маја. Руски редитељ је написао да је сјеме интересовања за ту земљу... потхрањено причама Дијега Ривере, када је посјетио Совјетски Савез... прерасло у горућу жељу да отпутује тамо.

## Резиме радње

### Оригинална верзија
Нема доказа да је Ајзенштајн имао било какву конкретну идеју за филм о Мексику или радњи у њему прије његовог стварног доласка тамо у децембру 1930. године, иако је почео да снима скоро одмах. Синклери су јасно ставили до знања да су очекивали да се Ајзенштајн концентрише на визуелне слике, а све у виду заплета било би споредно: тражили су умјетнички путопис. Штавише, иако је филм требало да буде завршен до априла 1931. године, тек у то вријеме Ајзенштајн се није чак ни опредијелио за основну идеју вишедијелног филма, антологије са сваким дијелом фокусираним на другачију субкултуру Мексика, народа. Тек касније би се ова идеја разрјешила у концепт шестодијелног филма који обухвата историју нације, њеног народа и њену друштвену еволуцију до данашњег времена. Конкретни детаљи и садржај сваког одјељка, и начин на који их повезати, даље би се развијали током наредних мјесеци док су Ајзенштајн, Александров и Тисе снимали десетине хиљада стопа филма. У другој половини 1931. године, филм је коначно структуриран, у Ајзенштајновом уму, тако да се састоји од четири главна дијела плус кратког пролога и епилога. Модерни филмски теоретичар Бордвел такође тврди да би свака епизода имала свој посебан стил, била би „посвећена другом мексичком умјетнику“ и да би се „такође заснивала на неком примарном елементу (камен, вода, гвожђе, ватра, ваздух)“. Саундтрек би у сваком случају садржао другачију мексичку народну пјесму. Штавише, свака епизода би причала причу о романтичном пару; и „провлачење кроз све дијелове била је тема живота и смрти, која је кулминирала у ругању смрти“. Ако су тачни, ови детаљи никада нису саопштени Синклерима, који су се нашли са сталним захтевима за додатним финансирањем како се Ајзенштајнова визија ширила. Чини се да Ајзенштајн није покушао да поштује економску реалност укључену у стварање таквог епског дјела, финансијска и емоционална ограничења његових продуцената или његове уговорне обавезе; ово показује његову неспособност или неспремност да увјерљиво комуницира са Синклерима прије него што добије дозволу да одступи од тих уговорних обавеза. Ово је било коначно насљеђе филма, и биће поновљено у слично прекинутом совјетском Ајзенштајновом пројекту, Бежин Меадов.

### Александрова конструкција
У Александровој и Тобаковој верзији из 1979. године, која покушава да буде што вјернија Ајзенштајновој оригиналној визији, филм се одвија на следећи начин:
- Пролог

Радња се одвија у вријеме цивилизације Маја на Јукатану.
- Сандунга

Живот укључујући брак и мајчинство у Техуантепецу. Прати удварање које укључује златну огрлицу као мираз и евентуални брак Консепсиона и Абундија.
- Фиеста

Овај диоо приказује прославу Пресвете Богородице Гвадалупске, а затим и борбу бикова у шпанској колонијалној ери (коју играју стварни борац са биковима Давид Лицеага Мациел и његов млађи брат). Постоји кратка пауза између ове епизоде и сљедеће.
- Магуеј

Прати трагичну романсу између Пеона Себастијана и његове вјеренице Марије. Марију држи у заробљеништву и злоставља пријатељ Себастијановог шефа, хацендадо, у том тренутку Себастијан и његови колеге смишљају освету. На крају су прогоњени, оборени, а заробљени бивају затрпани у пјеску и згажени од стране јахача. Марија се ослобађа и држи Себастијаново мртво тијело уз себе. Ајзенштајн је више пута рекао Синклеру да ће прича испричана у овој епизоди бити провучена кроз цијелу шестодијелну слику, док ју је контрадикторно описивао као засебну нетакнуту епизоду у другој преписци.
- Солдадера

Прича о мексичкој револуцији виђена кроз искуства жена војника које су пратиле и бориле се са својим мушкарцима. Материјал за ову епизоду није снимљен, тако да је најкраћа и направљена је само од непокретних фотографија.
- Епилог

Приказ Мексика у вријеме снимања и прославе Дана мртвих. Докази показују да је Ајзенштајн тајно планирао да компонује овај сегмент користећи сатиричне снимке дебелих свештеника, помпезних генералисимоса, извиђача и фудбалера, барем за верзију која ће бити приказана у СССР-у.